# Ronde van Italië 2019/Derde etappe
De derde etappe van de Ronde van Italië 2019 was een rit over 219 kilometer tussen Vinci en Orbetello. Net als in de tweede etappe stonden er voor de renners weinig beklimmingen op het programma. De sprinters kregen hiermee wederom de kans de etappe te winnen. Er werd echter veel wind voorspeld en daarom waren de klassementsrenners op hun hoede; zij wilden geen tijd verliezen. Oorspronkelijk had de Italiaan Elia Viviani de etappe gewonnen, maar de jury besloot om hem te declasseren omdat hij van zijn lijn afweek. Daardoor werd Fernando Gaviria de winnaar van deze etappe. 
| Vinci – Orbetello (219,0 km) |                    |                             |          |
| Plaats                       | Naam               | Ploeg                       | Tijd     |
| 1                            | Fernando Gaviria   | UAE Team Emirates           | 5u23'19" |
| 2                            | Arnaud Démare      | Groupama-FDJ                | z.t.     |
| 3                            | Pascal Ackermann   | BORA-hansgrohe              | z.t.     |
| 4                            | Matteo Moschetti   | Trek-Segafredo              | z.t.     |
| 5                            | Giacomo Nizzolo    | Team Dimension Data         | z.t.     |
| 6                            | Jakub Mareczko     | CCC Team                    | z.t.     |
| 7                            | Davide Cimolai     | Israel Cycling Academy      | z.t.     |
| 8                            | Manuel Belletti    | Androni Giocattoli-Sidermec | z.t.     |
| 9                            | Christian Knees    | Team INEOS                  | z.t.     |
| 10                           | Sacha Modolo       | EF Education First          | z.t.     |
|                              |                    |                             |          |
| 17                           | Bauke Mollema      | Trek-Segafredo              | z.t.     |
| 31                           | Tosh Van der Sande | Lotto Soudal                | z.t.     |

| Algemeen klassement |                    |                       |           |
| Plaats              | Naam               | Ploeg                 | Tijd      |
| Roze trui           | Primož Roglič      | Team Jumbo-Visma      | 10u21'01" |
| 2                   | Simon Yates        | Mitchelton-Scott      | + 19"     |
| 3                   | Vincenzo Nibali    | Bahrain Merida        | + 23"     |
| 4                   | Miguel Ángel López | Astana Pro Team       | + 28"     |
| 5                   | Tom Dumoulin       | Team Sunweb           | z.t.      |
| 6                   | Rafał Majka        | BORA-hansgrohe        | + 33"     |
| 7                   | Bauke Mollema      | Trek-Segafredo        | + 39"     |
| 8                   | Damiano Caruso     | Bahrain Merida        | + 40"     |
| 9                   | Peio Bilbao        | Astana Pro Team       | + 42"     |
| 10                  | Víctor de la Parte | CCC Team              | + 45"     |
|                     |                    |                       |           |
| 41                  | Pieter Serry       | Deceuninck–Quick-Step | + 1'18"   |

1e etappe ·
2e etappe ·
3e etappe ·
4e etappe ·
5e etappe ·
6e etappe ·
7e etappe ·
8e etappe ·
9e etappe ·
10e etappe ·
11e etappe ·
12e etappe ·
13e etappe ·
14e etappe ·
15e etappe ·
16e etappe ·
17e etappe ·
18e etappe ·
19e etappe ·
20e etappe ·
21e etappe
Startlijst · Eindstanden · Afbeeldingen